# Xerla ratllada
La xerla ratllada (Parapristipoma octolineatum) és una espècie de peix pertanyent a la família dels hemúlids.

## Descripció
- Pot arribar a fer 50 cm de llargària màxima (normalment, en fa 25) i 1,8 kg de pes (la mida comercial és a partir dels 25 cm i els 350 g de pes).
- Cos allargat i comprimit.
- Musell arrodonit.
- Boca una mica obliqua.
- Barbeta prominent.
- Llavis bastant fins.
- Preopercle serrat.
- Les aletes dorsal i anal tenen la part anterior espinosa i la posterior composta de radis tous.
- 13 espines i 14-15 radis tous a l'aleta dorsal i 3 espines i 7 radis tous a l'anal.
- 53-58 escates rugoses al tacte a la línia lateral.
- És de color marró violaci o grisenc amb quatre línies longitudinals de color blau pàl·lid que comencen al cap i s'estenen al llarg del dors i dels flancs.
- Aletes de color gris fosc.[7][8][9]

## Reproducció
A les illes Canàries es reprodueix entre la tardor i l'hivern.

## Alimentació
Es nodreix de crustacis i mol·luscs.

## Hàbitat
És un peix marí, demersal i de clima subtropical (42°N-13°S, 18°W-17°E) que viu fins als 60 m de fondària.

## Distribució geogràfica
Es troba a l'Atlàntic oriental (des de Portugal i l'estret de Gibraltar fins a Angola, incloent-hi les illes Açores, Madeira, les Canàries i Cap Verd) i la Mediterrània occidental.

## Costums
Neda molt proper al fons tot cercant l'abric d'esquerdes.

## Ús comercial
Es comercialitza fresc (sencer o en rodanxes) per elaborar guisats o ésser fregit.

## Observacions
És inofensiu per als humans.